# Pompa petrolifera

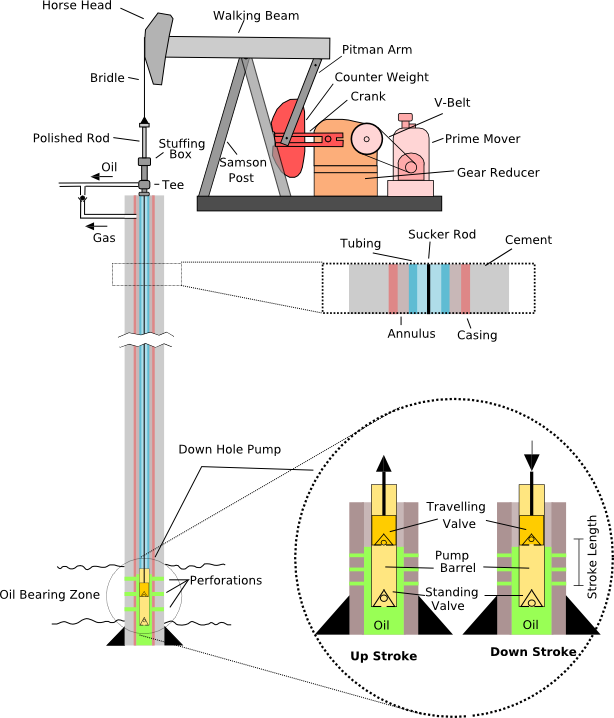
Schema di funzionamento di una pompa petrolifera.

Con il termine pompa petrolifera (detta anche pompa a cavalletto) ci si riferisce ad un meccanismo utilizzato per azionare una pompa volumetrica a pistoni installata in un pozzo petrolifero.

## Descrizione
La pompa petrolifera viene impiegata per innalzare il liquido dal pozzo petrolifero nel caso in cui non ci sia abbastanza pressione nel sottosuolo perché il liquido arrivi alla superficie spontaneamente. Spesso il liquido estratto è un'emulsione costituita da greggio e acqua.
A seconda della grandezza della pompa, vengono inviati da 5 a 40 litri per ogni ciclo del pistone. La grandezza (ovvero la potenza) della pompa dipende dalla profondità di estrazione e dal peso specifico del liquido da movimentare.
La pompa petrolifera ha il compito di convertire il movimento rotatorio continuo fornito dal motore in movimento rettilineo alternato.
Le pompe petrolifere vengono mosse da un motore elettrico; qualora non si abbia accesso alla fornitura di energia elettrica si impiega un motore a combustione interna.